# ホテイラン
ホテイラン（布袋蘭、学名：Calypso bulbosa var. speciosa）は、ラン科ホテイラン属の地生の多年草。別名、ツリフネラン（釣舟蘭）。
ヒメホテイラン（姫布袋蘭、学名：Calypso bulbosa）を分類上の基本種とする変種である。

## 特徴
偽球茎は楕円状に肥厚し、2-3節からなり、少数の根を出す。偽球茎の先端から1葉と花茎を出す。葉に長さ1.5-3cmの葉柄があり、葉身は卵状楕円形で、長さ2.5-5cm、幅1.5-3cm、縦に5脈が隆起してしわが顕著で、先端は鋭頭、基部は浅い心形、縁は波状に縮れる。葉の表面は緑色で紫色の斑紋があって光沢があり、裏面は紫色になる。花茎は直立し、高さ6-15cmになり、膜質で淡茶色の長い鞘状葉が2個つく。
花期は5-6月。花茎の先端に1個の淡紅色の花をつける。苞は広線形で長さ1-2.5cm、先は鋭尖頭で淡紅色。3萼片および2側花弁は線状披針形で、長さ2-3cm、幅3-4mm、先は鋭尖頭で上向きに反り返り、淡紅色。唇弁は下垂し、太く袋状にふくらんで長さ2.5-3.5cmになり、淡紅白色で内面に淡褐色または濃紫色の斑紋があり、中部は盛り上がって橙色の房毛が生える。背面は袋状にふくらんで、先端が2又に分かれた距になって、唇弁下部の舷部より長く突出する。蕊柱は卵状楕円形で長さ1.5cmになり、左右が翼状に広がり、紅紫色になる。

## 分布と生育環境
本州の中部地方に分布し、亜高山の針葉樹林下に生育する。

## 名前の由来
和名のホテイランは、「布袋蘭」の意で、唇弁のふくらみが布袋の腹を連想させることによる。別名のツリフネランは、「釣舟蘭」の意で、これも唇弁の形状に基づく。
属名 Calypso は、ギリシャ神話のアトラスの娘 Kalypso の名前から。kalypso は、「隠す」を意味し、生育地が秘されていたという。また、種小名（種形容語）bulbosa は、「鱗茎状の」の、変種名 speciosaは、「美しい」「華やかな」の意味。

## 種の保全状況評価
- 絶滅危惧IB類 (EN)（環境省レッドリスト）

都道府県のレッドデータ、レッドリストの選定状況は次の通り。
- 埼玉県-絶滅危惧I類(CE)
- 東京都-絶滅危惧IA類(CR)
- 山梨県-絶滅危惧IA類(CR)
- 長野県-絶滅危惧IA類(CR)
- 静岡県-絶滅危惧IA類(CR)

## ギャラリー

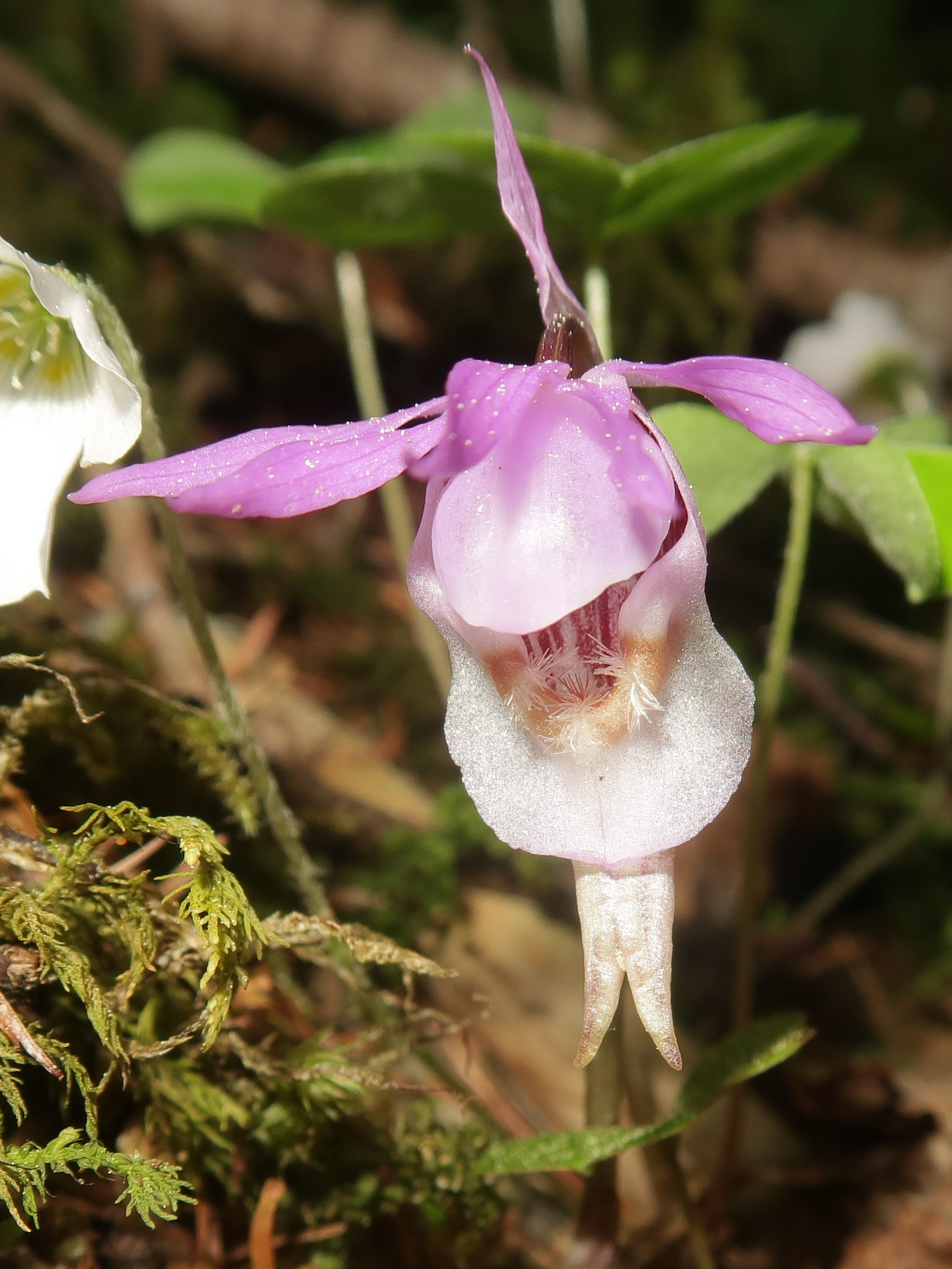
唇弁の距は先端が2又に分かれ、唇弁下部の舷部より長く突出する。
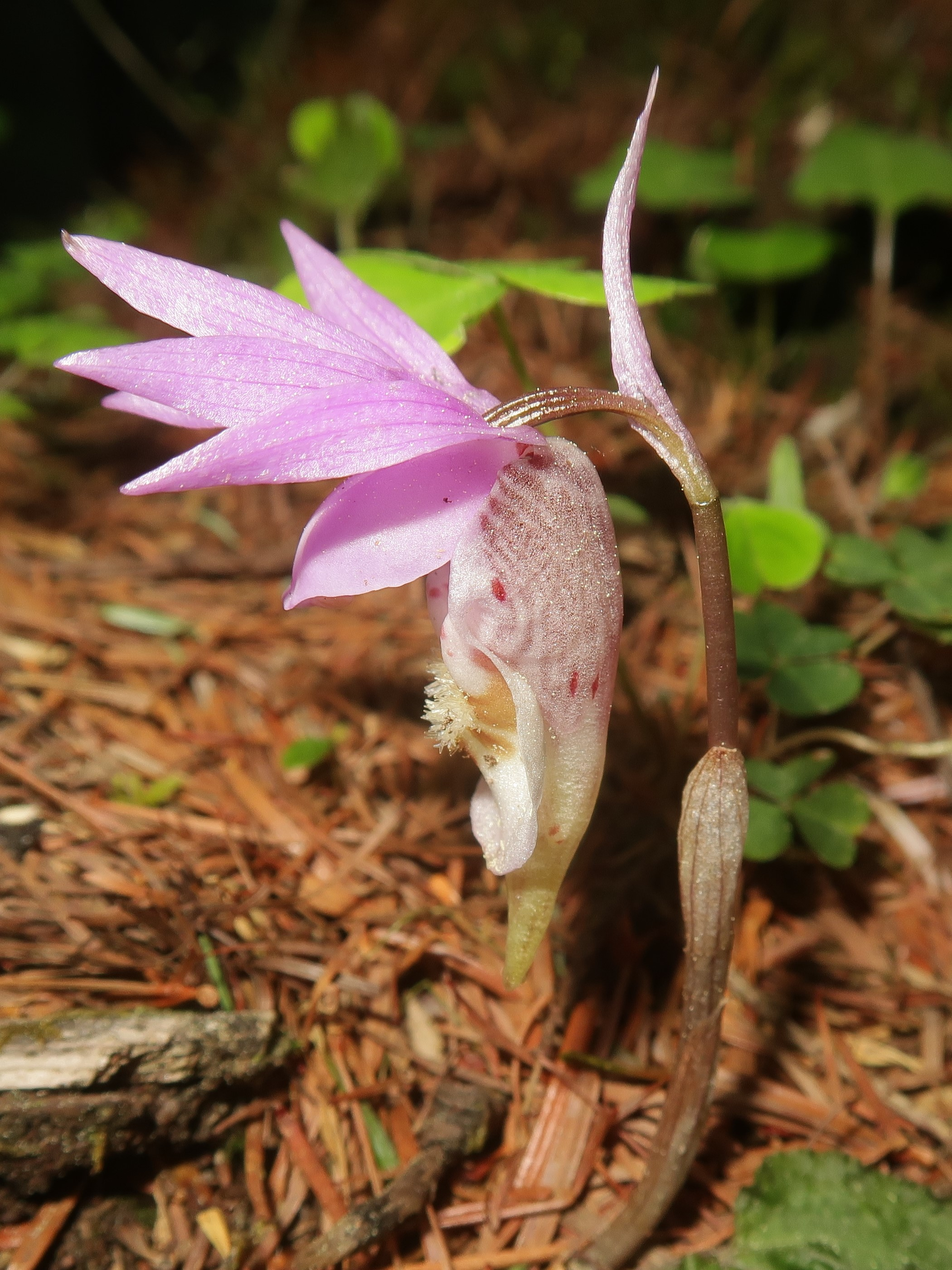
3萼片および2側花弁は線状披針形で、先は鋭尖頭で上向きに反り返り、淡紅色。唇弁は下垂し、太く袋状にふくらむ。
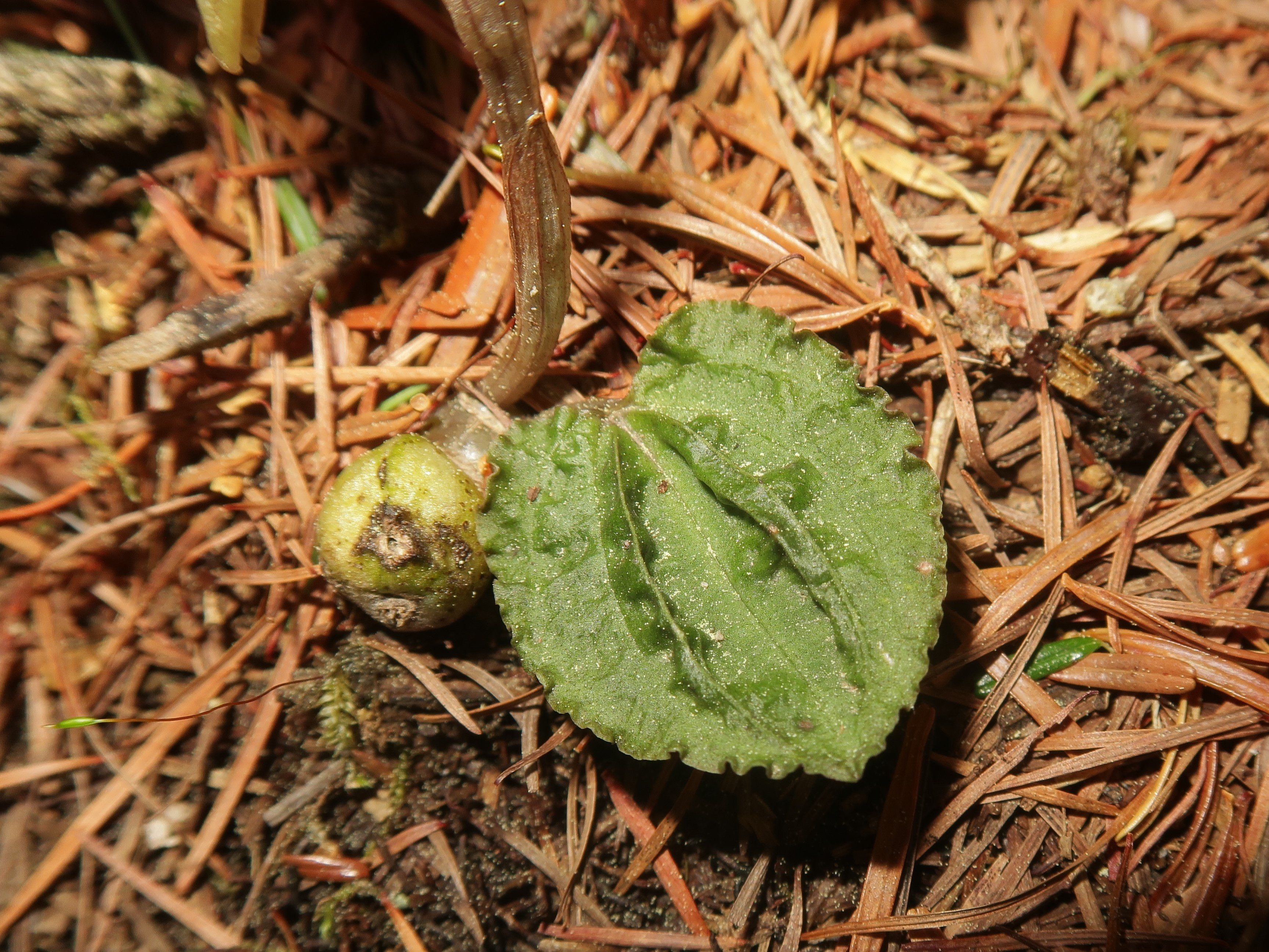
偽球茎と葉。葉身は卵状楕円形で、縦に5脈が隆起してしわが顕著で、先端は鋭頭、基部は浅い心形、縁は波状に縮れる。
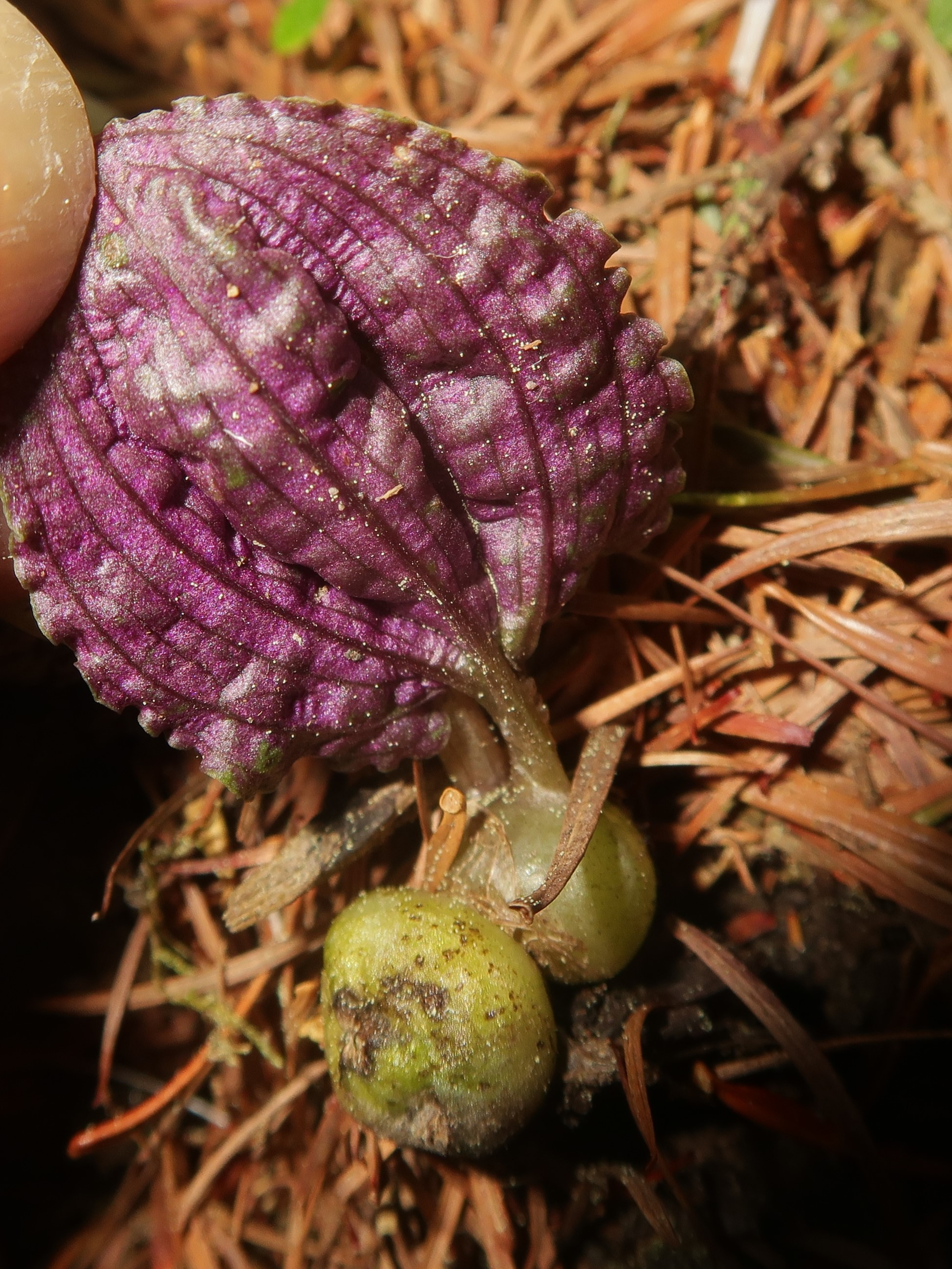
葉の裏面は紫色になる。

## 基本種

### ヒメホテイラン
ヒメホテイラン（姫布袋蘭、学名：Calypso bulbosa (L.) Oakes (1842) var. bulbosa） - ホテイランの基本種で、唇弁の2又の距が、唇弁下部の舷部とほぼ同じ長さのもので、ホテイランのように舷部から2又の距が極端に突き出ない。日本では、青森県、北海道に分布し、青森県のものはヒノキアスナロ林下に生育する。世界ではヨーロッパからシベリア、北アメリカまで広く分布する。

### 種の保全状況評価
- 絶滅危惧II類 (VU)（環境省レッドリスト）

都道府県のレッドデータ、レッドリストの選定状況は次の通り。
- 北海道-絶滅危惧IB(En)
- 青森県-最重要希少野生生物（Aランク）
- 長野県-絶滅危惧IA類(CR)

### ギャラリー

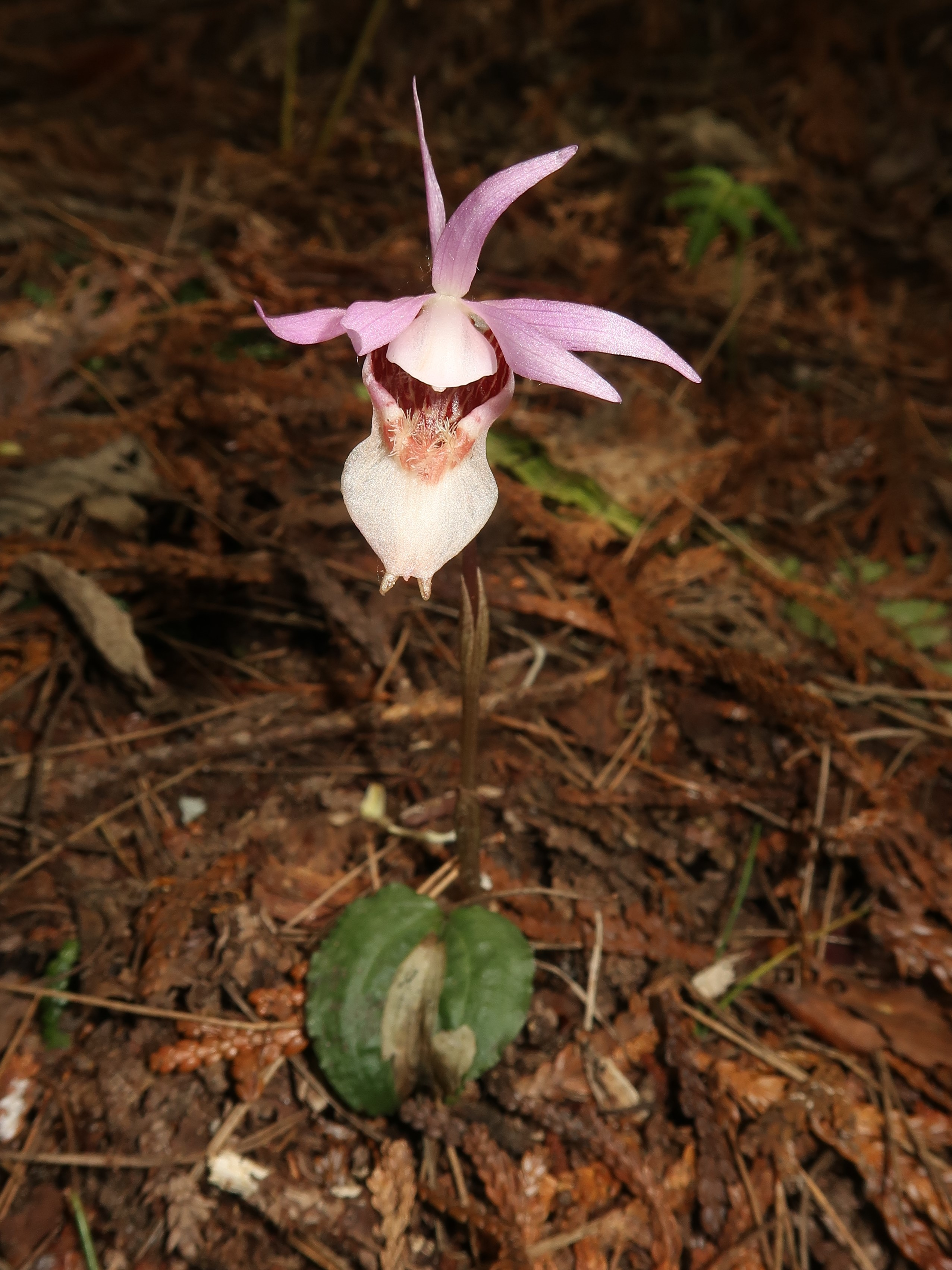
青森県青森市 2018年5月中旬
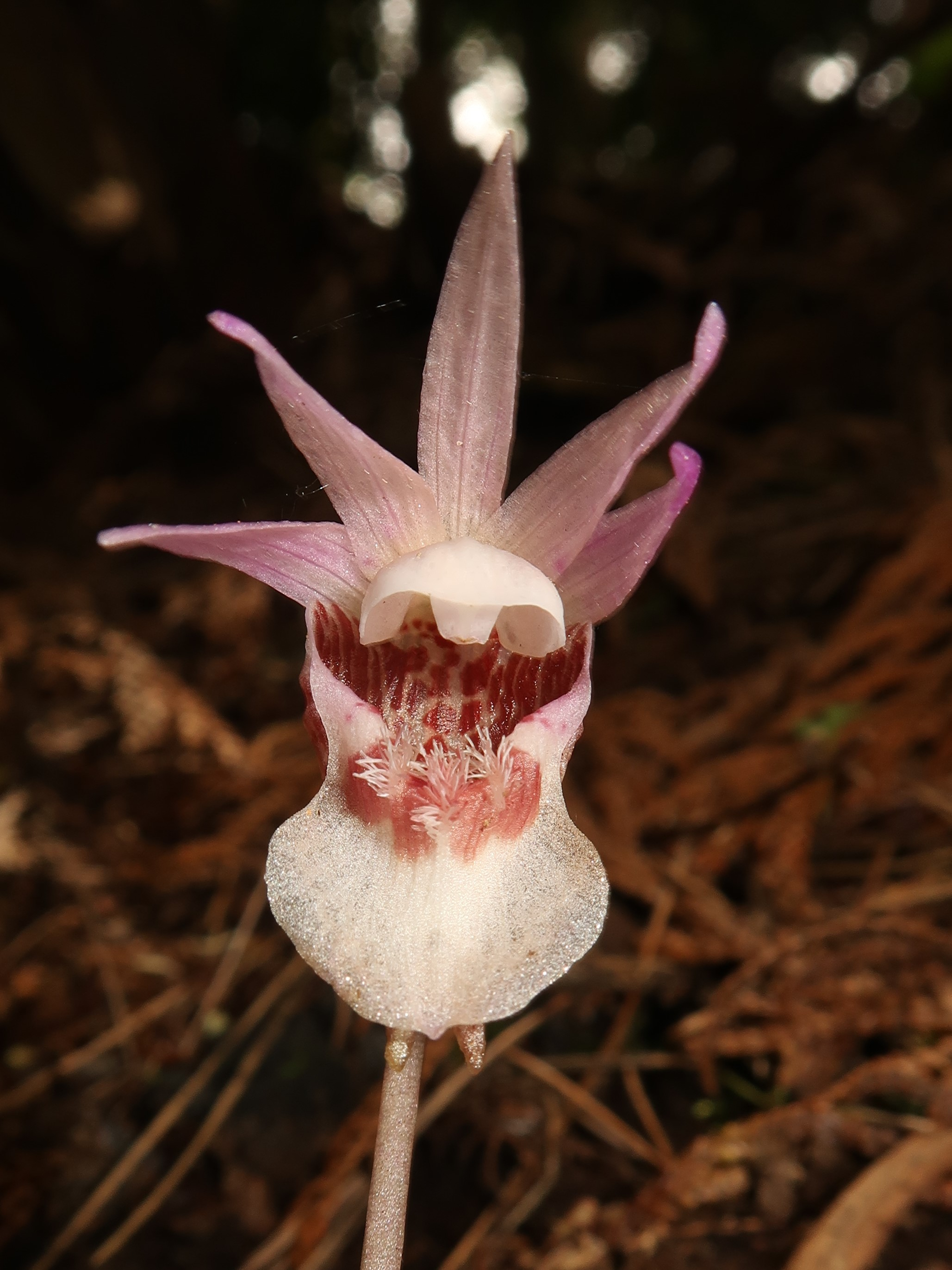
3萼片、2側花弁は同形同長。唇弁の内面に斑紋があり、開口部に房毛が生え、下部は舷部が広がる。2又に分かれた距は舷部とほぼ同長。
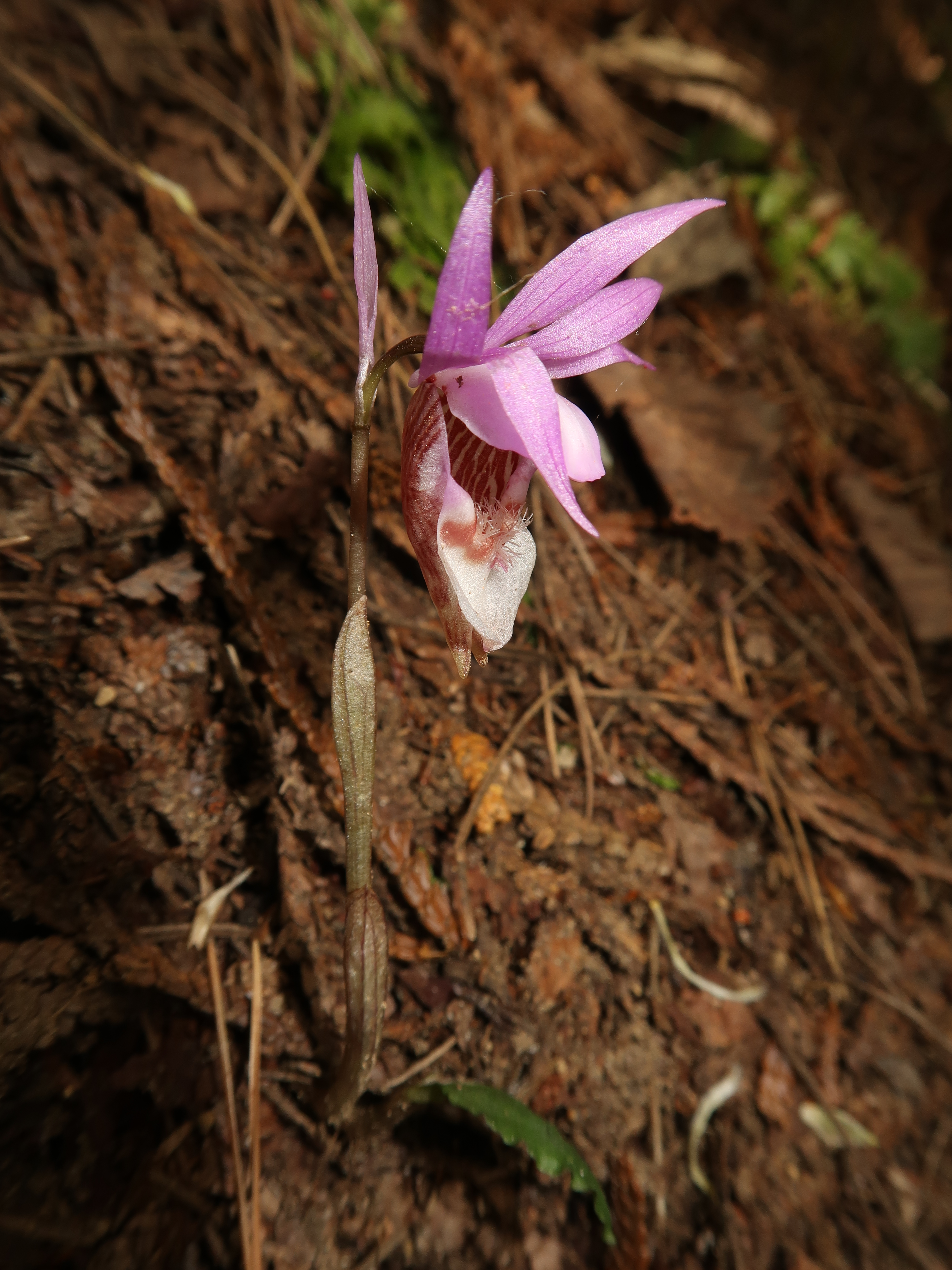
花茎に2つの鞘状葉がつき、苞は広線形で淡紅色。
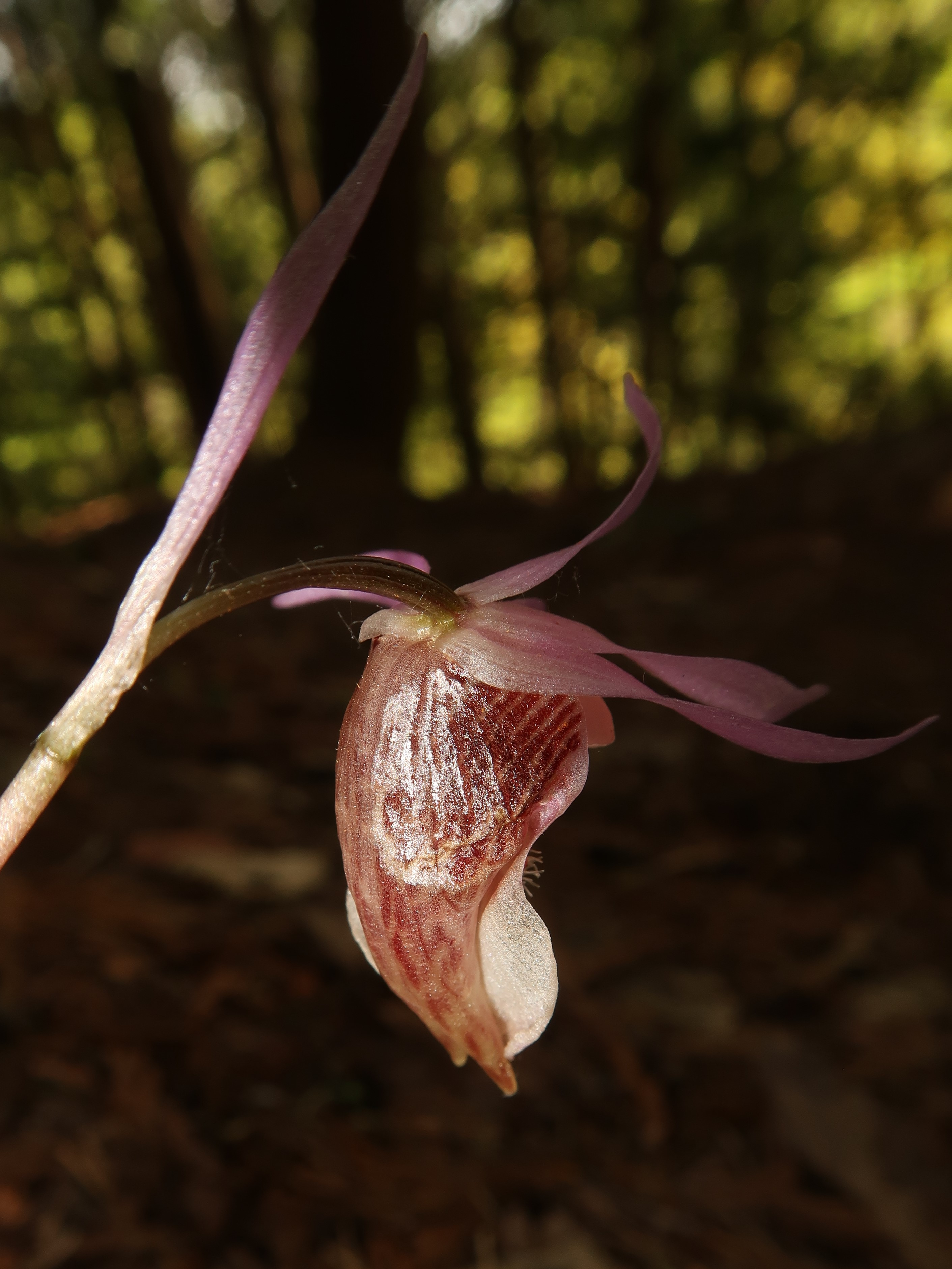
花の背面。

## ホテイラン属
ホテイラン属（ホテイランぞく、学名：Calypso Salisb.、和名漢字表記：布袋蘭属）は、ラン科に属する属。地生の多年草。偽球茎は肥厚し、球形から狭卵状になる。葉は偽球茎の上に1個のみつけ、卵形で明瞭な3脈があり、多肉で縦じわが多い。葉柄がある。花茎は頂生し、花を1個つける。3萼片、2側花弁は細長く、ほぼ同じ形で同じ長さ。唇弁は萼片、側花弁より長く、袋状にふくらんで、開口部の下部は舷部が広がり、開口部に房毛が生える。唇弁の背面は2裂のとがった距になる。蕊柱は萼片より短く、両端は翼状に広がり幅が広い。花粉塊は4個あり卵状。属に1種のみあり、ヨーロッパ、シベリア、日本、アリューシャン列島、アラスカ、北アメリカに広く分布する。